# Macromitrium eckendorffii
Macromitrium eckendorffii är en bladmossart som beskrevs av Thériot och Potier de la Varde 1939. Macromitrium eckendorffii ingår i släktet Macromitrium och familjen Orthotrichaceae. Inga underarter finns listade i Catalogue of Life.